# Я чую
Я чую — другий сингл українського гурту Друга Ріка з шостого студійного альбому «Supernation», який вийшов 17 жовтня 2014 року. На підтримку синглу було знято відеокліп.

## Про сингл
Ця композиція стала першим студійним матеріалом гурту, записаним після того, як з колективу пішов бас-гітарист, а разом з тим відомий кліпмейкер Віктор Скуратовський.

## Музичний кліп
Відеокліп було створено спеціалістами FreeFilm Production, режисером Владиславом Разіховським та продюсером Віталієм Денчуком. Презентація відео відбулася у столичному кінотеатрі «Одесса-кіно», який знаходиться в торговельно-розважальному центрі «Україна» .

## Список композицій
| #  | Назва   | Тривалість |
| -- | ------- | ---------- |
| 1. | «Я чую» | 4:07       |

## Музиканти
Друга Ріка
- Валерій Харчишин — вокал
- Олександр Барановський — гітара
- Сергій Біліченко — гітара
- Сергій Гера — клавішні
- Олексій Дорошенко — барабани

Додаткові музиканти
- Вадим Лавриненко — бас-гітара

## Чарти
| Чарт (2014)    | Позиція |
| -------------- | ------- |
| Ukraine Top 40 | 16      |